# Турупъя (приток Ятрии)
Турупъя (устар. Туруп-Я) — река в Берёзовском районе Ханты-Мансийского автономного округа. Устье находится в 85 км по левому берегу реки Ятрия. Длина реки — 31 км.

## Притоки
- 1 км: Усынья
- 22 км: Кевталапъя
- 31 км: Большая Турупъя
- 31 км: Малая Турупъя

## Данные водного реестра
По данным государственного водного реестра России относится к Нижнеобскому бассейновому округу, водохозяйственный участок реки — Северная Сосьва, речной подбассейн реки — Северная Сосьва. Речной бассейн реки — (Нижняя) Обь от впадения Иртыша.
По данным геоинформационной системы водохозяйственного районирования территории РФ, подготовленной Федеральным агентством водных ресурсов.

## Топографические карты
- Лист карты P-41-1,2 Бараки  Карьер. Масштаб: 1 : 100 000. Состояние местности на 1959 год. Издание 1961 г.